# Franz Josef Feller
Franz Joseph Feller (* 6. April 1773 in Aschaffenburg; † 2. September 1834 ebenda) war Kaufmann und Schreiber am Stadt- und Kreisgericht Aschaffenburg. Von 1827 bis 1831 war er Bürgermeister der unterfränkischen Stadt Aschaffenburg im Freistaat Bayern.

## Leben
Sein Vater, ein Feinbäcker aus Wittlich in der Eifel, ließ ihn nach Abschluss der Schulzeit den Beruf eines Kaufmanns erlernen. Es gelang ihm auf Grund seiner sehr guten Kenntnisse in Wort und Schrift Protokollschreiber am Kreis- und Stadtgericht Aschaffenburg zu werden. Er heiratete Anna Maria Menten (1779–1844) aus Aschaffenburg. Aus dieser Ehe gingen drei Kinder hervor: Christoph (Revierförster in der Rheinpfalz), Eva Maria (übersiedelte später nach Speyer) und Maria Anna (heiratete den Lehrer Conrad Buhl). Von 1822 bis 1831 war er Besitzer des Hauses in der Pfaffengasse 16.
Im Alter von 54 Jahren wurde er als Nachfolger Gottlieb Leos zum Bürgermeister der Stadt Aschaffenburg gewählt. Er förderte aktiv die Schulbildung in der Stadt und den Ausbau des städtischen Wasserleitungsnetzes. Durch seine Fürsprache bzw. Vermittlung war es der protestantischen Gemeinde in Aschaffenburg 1830 möglich geworden, den ehemaligen Scholasteriehof „Zum Schelmen“ zu kaufen, um dort beten und den evangelischen Kindern Religionsunterricht erteilen zu können. 1837 wurde an dieser Stelle der Grundstein zum Bau der Christuskirche gelegt; die Einweihung fand 1839 statt.
Schon 1831 wurde Feller wohl wegen Steuerhinterziehung vom Dienst suspendiert. Gottlieb Leo folgte ihm als Bürgermeister in seiner zweiten Amtszeit.
Von da an lebte er zurückgezogen, erkrankte 1833 schwer und verstarb schließlich am 2. September 1834 im Alter von 61 Jahren an Schwindsucht.